# Петтигру, Вилли
Вилли Петтигру (англ. Willie Pettigrew, 2 октября 1953, Мотеруэлл, Шотландия) — шотландский футболист, игравший на позиции нападающего. Выступал, в частности, за клубы «Мотеруэлл», «Данди Юнайтед», «Харт оф Мидлотиан», а также национальную сборную Шотландии.

## Клубная карьера
Вилли Петтигру начал карьеру в футбольной школе клуба «Хиберниан» в 1970 году, однако, не сумев пробиться в первую команду, перешёл в юниорскую команду «Ист Кайлбрайд Тисл».
Во взрослом футболе Петтигру дебютировал в 1972 году выступлениями за команду клуба «Мотеруэлл», в которой провёл семь сезонов, приняв участие в 146 матчах чемпионата и забив 80 голов. Большинство времени, проведённого в составе «Мотеруэлла», был основным игроком атакующего звена команды. В составе «Мотеруэлла» был одним из главных бомбардиров команды, имея среднюю результативность на уровне 0,55 гола за игру первенства. В сезоне 1975/76 в возрасте 22 лет Вилли стал лучшим бомбардиром сезона высшего дивизиона Шотландии. Он повторил своё достижение через два года в сезоне 1977/78.
В 1979 году «Данди Юнайтед» купил Петтигру за 100 000 фунтов стерлингов. Вместе с новой командой он завоевал Кубок шотландской лиги сезона 1979/80, забив два гола в ворота «Абердина» в ответном матче, который завершился со счетом 3:0. Он также играл в победном финале Кубка Лиги 1980 года, но на этот раз голы забивали Пол Старрок и Дэйви Доддс, которые в конце концов стали основными нападающими на несколько следующих сезонов.
В 1981 году за 120 000 фунтов стерлингов отступных Петтигру перешёл в «Харт оф Мидлотиан» и помог команде повыситься в классе по итогам сезона. В 1984 году он переехал в «Гринок Мортон» на один сезон. Вилли закончил свою игровую карьеру в следующем сезоне, проведя совсем небольшое количество игр за «Гамильтон Академикал».

## Выступления за сборную
Будучи игроком «Мотеруэлла», Вилли в 1976 году дебютировал в официальных матчах в составе национальной сборной Шотландии. В течение карьеры в национальной команде, которая длилась всего два года, провёл в форме главной команды страны 5 матчей (четыре в 1976 году и один в 1977 году) и забил 2 гола. Дебютировав за сборную Шотландии в возрасте 22 лет, последнюю свою игру он провёл в возрасте 23 лет.

## Титулы и достижения
- Кубок Шотландии
  - Финалист (1): 1980/81
- Кубок шотландской лиги:
  - Обладатель (2): 1979/80, 1980/81